# Mining (Autriche)
Mining est une commune autrichienne du district de Braunau am Inn en Haute-Autriche.